# Schloss Rosenhof (Regenstauf)

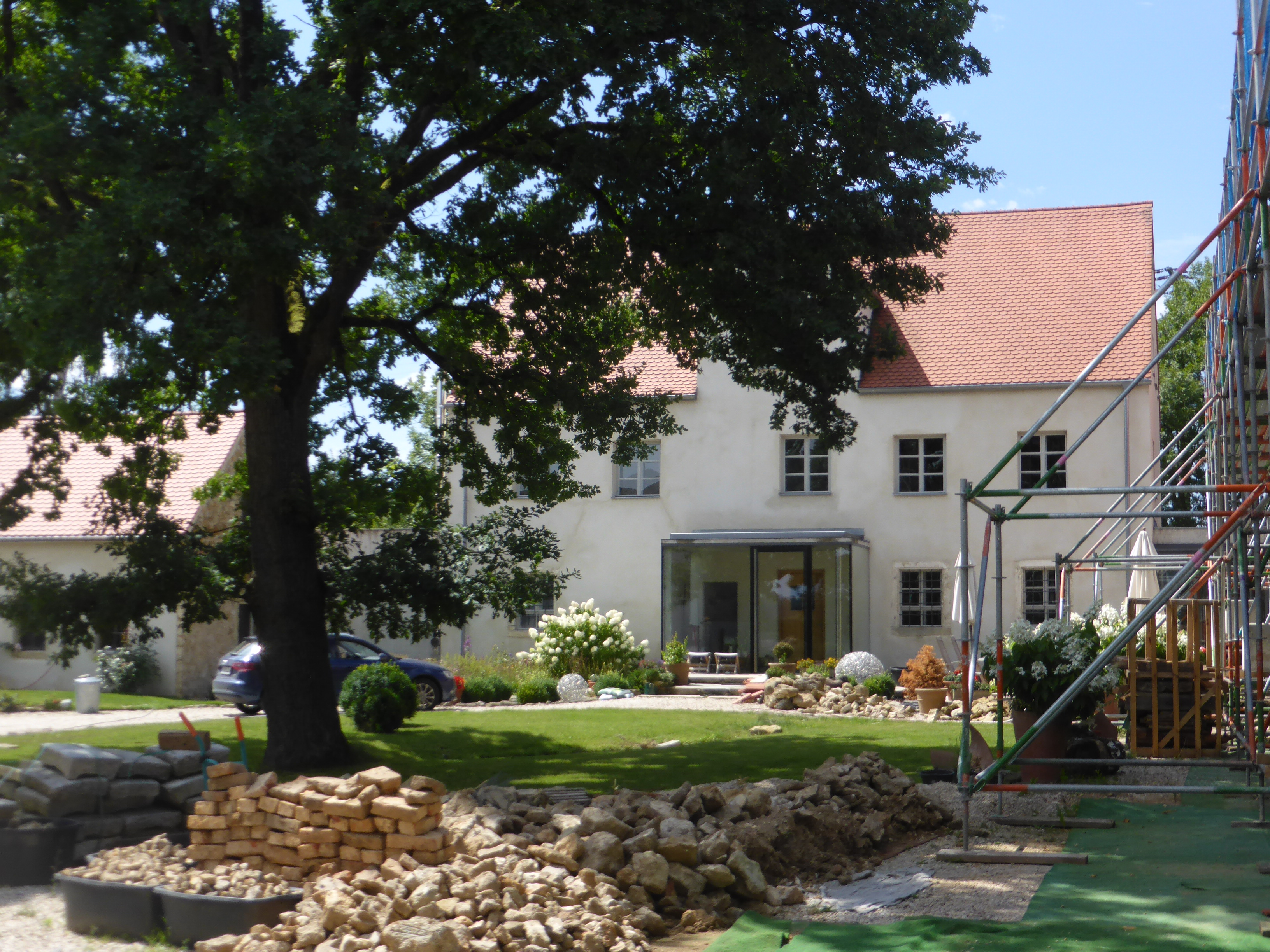
Schloss Rosenhof (2017)

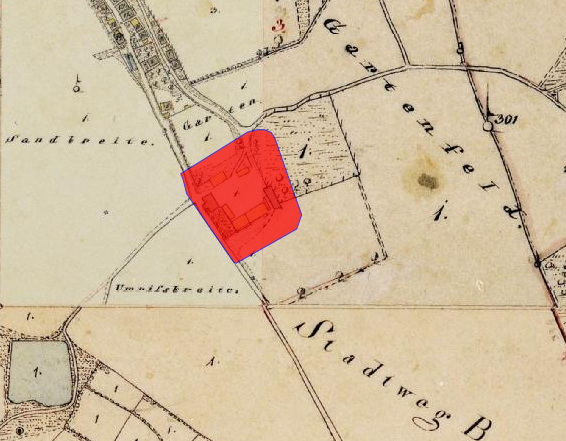
Lageplan des Schlosses Rosenhof (Regenstauf) auf dem Urkataster von Bayern

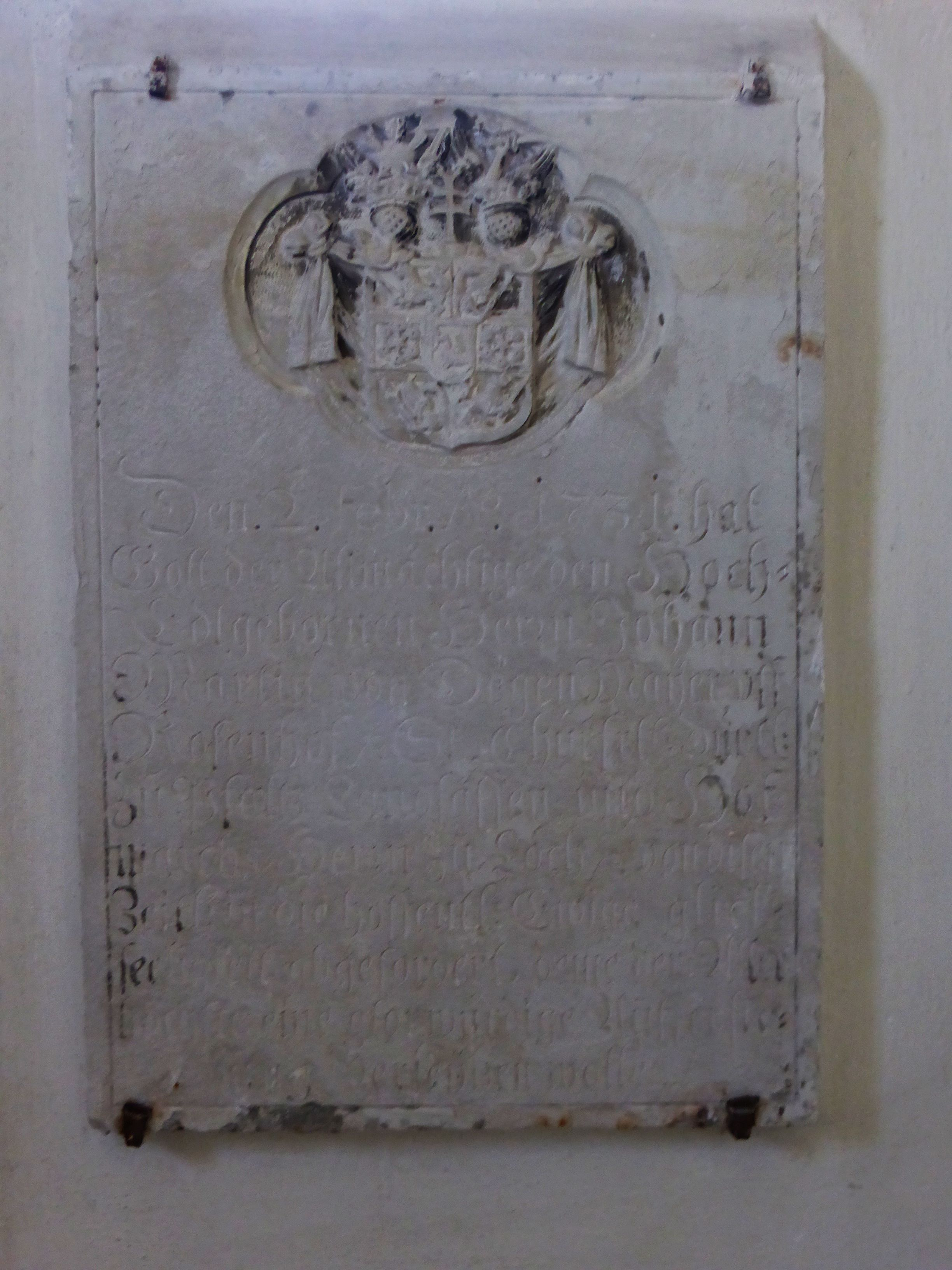
Grabstein des Hofmarkbesitzers Johann Martin von Degenmayer (verst. 2. Feb. 1731) in der Pfarrkirche von Eitlbrunn

Das denkmalgeschützte Schloss Rosenhof (jetzt Gut Rosenhof genannt) befindet sich im Gemeindeteil Loch des Marktes Regenstauf (Kapellenweg 22). Das Schloss war von 1646 bis 1848 der Verwaltungssitz der Hofmark Loch. Die Anlage ist unter der Aktennummer D-3-75-190-50 als Baudenkmal verzeichnet. „Archäologische Befunde der frühen Neuzeit im Bereich des ehem. Schlosses ‚Rosenhof‘ in Loch“ werden zudem als Bodendenkmal unter der Aktennummer D-3-6838-0081 geführt.

## Geschichte
Im Jahre 1279 wird Loch in den Monumenta Boica „Urbarium antiquissimum Ducatus Baiuwariae Posterius“ unter dem lateinischen Namen Foramine (als Ortsangabe) mit einem Hof, der zum Pflegamt Lengenvelt zinspflichtig ist, erstmals schriftlich genannt; auch im Wittelsbachschen Herzogsurbar von 1326 wird Loch im secundum officium Aeichenforst erwähnt. 1502 verkauft das Kloster Ensdorf, das durch einen Brand in Not geraten war, die Zinse Loch.
Am 11. September 1646 erhebt Pfalzgraf Wolfgang Wilhelm von Pfalz-Neuburg Loch zu einem Edelmannsitz, wodurch die Hofmark Loch auch mit der niederen Gerichtsbarkeit und dem Recht zur Ausübung der niederen Jagd ausgestattet wird. Eigentümer ist Wolfgang Leopold von Neufelden zu Leopoldstein. 1655 erwirbt Georg Wilhelm Steinhauser zu Altendorf das Gut Rosenhof und die Hofmark Loch, 1681 übernehmen die Kinder Georg Wolfgang, David und Richard aus der ersten Ehe des Georg Wilhelm mit Benigna Regina von Holz zum Sternstein die Hofmark. 1691 kauft Michael Degenmair, kurfürstlicher Pflegkommissar zu Schwandorf und Fischmeisteramtsverwalter am unteren Nordgau, die Hofmark. In der Familie Degenmair verbleibt die Hofmark bis 1751. Dann erwirbt Franz Friedrich von Singer aus Mossau das Schloss Rosenhof und die Hofmark Loch. Bereits um 1760 geht die Hofmark an Philipp Anton Leopold Freiherr von Oberndorff, kurpfälzischer Kämmerer, geheimer Rat und Landschaft-Commisarius. Im Besitz der späteren Grafen von Oberndorff befanden sich auch die Hofmark Wolfsegg, Schloss Regendorf und später auch Schloss Heitzenhofen. 1848 endete die adelige Patrimonialgerichtsbarkeit und die Rechtsprechung ging auf das Landgericht Regenstauf über. Grundeigentümer blieben aber weiterhin die Grafen von Oberndorff. Von den adeligen Besitzerfamilien haben nur die Degenmair hier gewohnt und sind in der Folge in der Kirche Sankt Jakob im naheliegenden Eitlbrunn begraben.
Anfang der 1880er Jahre verkauft Karl Alexander Ignaz Maria Graf von Oberndorff seine oberpfälzischen Besitzungen an Bürgerliche. Das Gut Rosenhof kommt in der folgenden Zeit in die Hand schnell wechselnder Besitzer oder Pächter (genannt werden die Dorner, Konrad Dostert, Josef Schäffler, Karl und Katharina Anwander, Schmölz und Kompagnon, J. V. Hügel, Christian Hage, Eleonore Schlör und Theodor Spieß). Nach dem Zweiten Weltkrieg erwirbt der aus Ostpreußen stammende Paul Holzky mit seiner Frau Angelika Ortmann das Anwesen. Seit 2003 ist das Gut Rosenhof im Besitz der Familie Ritz-Mürtz.

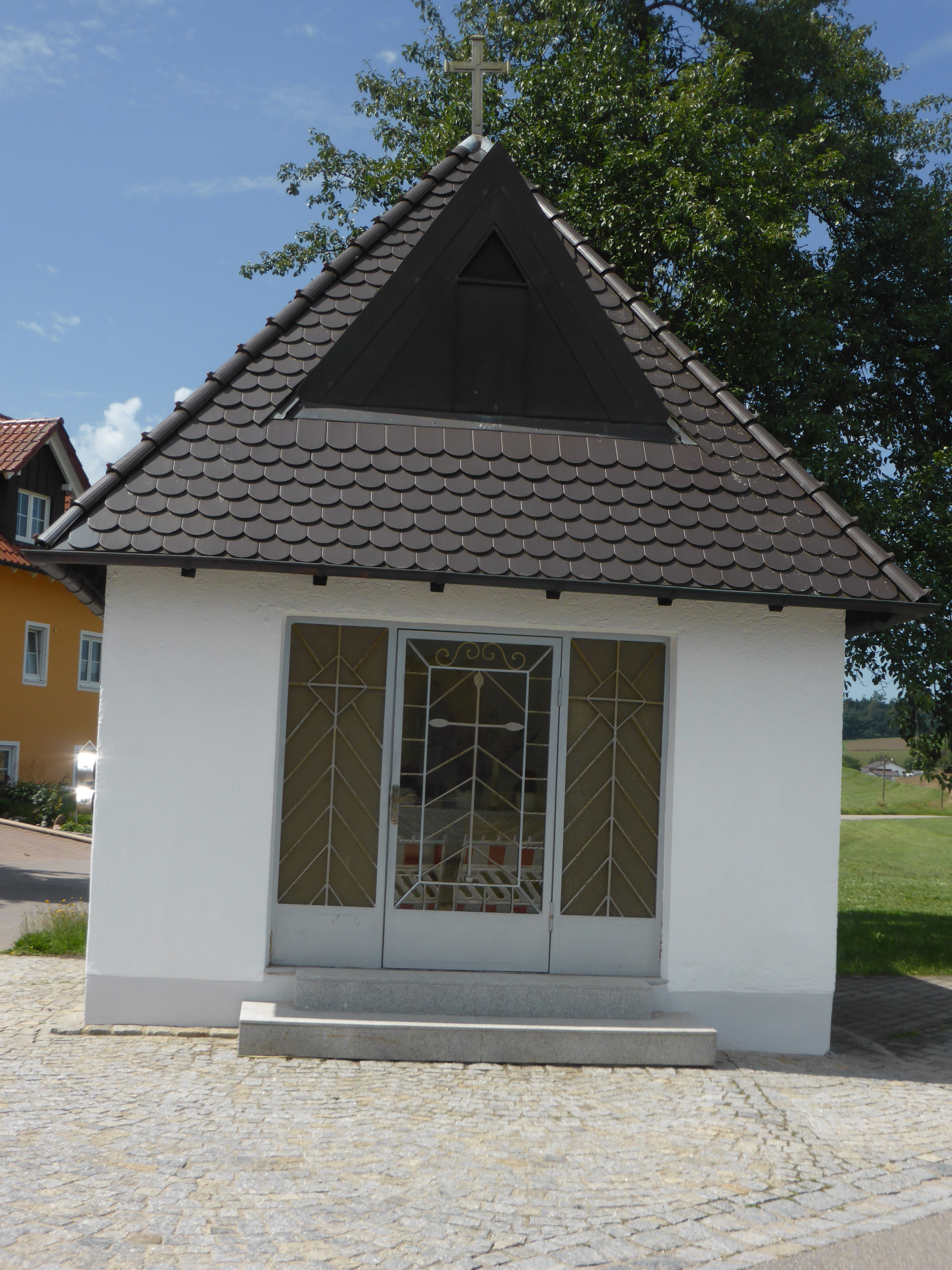
Dorfkapelle Loch (1966 neu errichtet an der Stelle der 1870 erbauten Dorfkapelle)

Loch war von 1818 bis 1945 eine eigenständige Gemeinde, dann wurde sie auf Anordnung der amerikanischen Besatzungsmacht mit dem nahe liegenden Eitlbrunn vereinigt; zum 1. Mai 1978 wurde Loch aufgrund der Gemeindegebietsreform Eitlbrunn mit dem Markt Regenstauf zusammengelegt.

## Gebäude
Das ehemalige Schloss ist ein zweigeschossiger und traufständiger Satteldachbau mit Zwerchhäusern, das im Kern aus dem 18. Jahrhundert stammt, Umbauten wurden im 20. und 21. Jahrhundert durchgeführt. Seit 2003 wird die Anlage grundlegend renoviert.